# Couvre-feu sur Cizre entre décembre 2015 et février 2016
 (mai 2024).
La mise en forme du texte ne suit pas les recommandations de Wikipédia : il faut le « wikifier ».
Les points d'amélioration suivants sont les cas les plus fréquents. Le détail des points à revoir est peut-être précisé sur la page de discussion.
- Les titres sont pré-formatés par le logiciel. Ils ne sont ni en capitales, ni en gras.
- Le texte ne doit pas être écrit en capitales (les noms de famille non plus), ni en gras, ni en italique, ni en « petit »…
- Le gras n'est utilisé que pour surligner le titre de l'article dans l'introduction, une seule fois.
- L'italique est rarement utilisé : mots en langue étrangère, titres d'œuvres, noms de bateaux, etc.
- Les citations ne sont pas en italique mais en corps de texte normal. Elles sont entourées par des guillemets français : « et ».
- Les listes à puces sont à éviter, des paragraphes rédigés étant largement préférés. Les tableaux sont à réserver à la présentation de données structurées (résultats, etc.).
- Les appels de note de bas de page (petits chiffres en exposant, introduits par l'outil «  Source ») sont à placer entre la fin de phrase et le point final[comme ça].
- Les liens internes (vers d'autres articles de Wikipédia) sont à choisir avec parcimonie. Créez des liens vers des articles approfondissant le sujet. Les termes génériques sans rapport avec le sujet sont à éviter, ainsi que les répétitions de liens vers un même terme.
- Les liens externes sont à placer uniquement dans une section « Liens externes », à la fin de l'article. Ces liens sont à choisir avec parcimonie suivant les règles définies. Si un lien sert de source à l'article, son insertion dans le texte est à faire par les notes de bas de page.
- La présentation des références doit suivre les conventions bibliographiques. Il est recommandé d'utiliser les modèles {{Ouvrage}}, {{Chapitre}}, {{Article}}, {{Lien web}} et/ou {{Bibliographie}}. Le mode d'édition visuel peut mettre en forme automatiquement les références.
- Insérer une infobox (cadre d'informations à droite) n'est pas obligatoire pour parachever la mise en page.

Pour une aide détaillée, merci de consulter Aide:Wikification.
Si vous pensez que ces points ont été résolus, vous pouvez retirer ce bandeau et améliorer la mise en forme d'un autre article.
 (mai 2024).
Le couvre-feu sur Cizre entre décembre 2015 et février 2016 s’inscrit dans le cadre général du conflit kurde en Turquie qui oppose le Parti des travailleurs du Kurdistan (PKK) et l’armée turque depuis 1984, et de la reprise du conflit en juillet 2015 après un cessez-le-feu de 3 ans. Il a été précédé par un premier couvre-feu en septembre 2015 (en). La ville de Cizre est située dans la province de Şırnak au sud-est de la Turquie. Sa population, à majorité kurde, comptait environ 130 000 habitants en décembre 2015.  
Ce couvre-feu total s'est précisément déroulé du 14 décembre 2015 au 2 mars 2016. Les combats durant cette période ont donné lieu à un événement très controversé le 7 février 2016, où environ 150 civils sont décédés dans des sous-sols de Cizre, ce qui a conduit plusieurs organismes nationaux et internationaux à enquêter ; le Haut-Commissariat des Nations unies aux droits de l'homme a notamment été saisi. 

## Couvre-feu
Durant de violents combats, l’armée turque a bombardé des zones résidentielles avec des armes lourdes, et Amnesty International a signalé qu’« au moins 150 civils, dont des femmes et des enfants, ont été tués dans l’opération »[réf. nécessaire].
Plusieurs médias ont notamment réagi fin janvier à la suite d'une vidéo diffusée sur internet qui montre un cortège funèbre constitué de civils kurdes non armés et brandissant un drapeau blanc, et sur lequel l’armée turque fait feu. Selon le journal The Guardian, les faits se sont produits à Cizre vers le 20 janvier 2016, et ont fait deux morts et neuf blessés. Le journaliste Refik Tekin, qui filmait la scène, a été blessé d’une balle dans la jambe, il a plus tard été accusé d’être membre d’une organisation terroriste,. L’agence de presse Anadolu, qui depend du gouvernement turc, a qualifié l’incident d’affrontement entre les forces de sécurité et les terroristes, et elle a annoncé un bilan de trois terroristes « neutralisés » et neuf autres blessés. À la suite de cet évènement, le Haut-Commissaire des Nations unies aux droits de l’homme, Zeid Ra'ad Zeid Al-Hussein, a appelé le 1er février 2016 les autorités turques « à respecter les droits fondamentaux des civils » et « à ouvrir sans délai une enquête sur le meurtre présumé d’un groupe de personnes non armées à la ville de Cizre » ; il a ajouté : « Filmer une atrocité n’est pas un crime, mais tirer sur des civils non armés en est certainement un »,.
Au cours des semaines précédant le « massacre » du 7 février, il a été fait état de personnes blessées, coincées à l'intérieur de sous-sols à Cizre dans lesquels elles avaient trouvé refuge. L'organisation Amnesty International s’est alarmée le 28 janvier 2016 au sujet de « 23 personnes », dont certaines blessées qui « risquent fort de mourir », et a qualifié la situation de « très grave »,,. Le quotidien Cumhuriyet a mis en ligne un enregistrement d’une communication téléphonique avec des personnes coincées dans les sous-sols. Selon d’autres témoignages, une vingtaine de personnes réfugiées dans un sous-sol ont été brûlés avec de l’essence par des membres des forces de sécurité turques, et ces dernières ont ensuite mis de la musique habituellement écoutée par les ultra-nationalistes partisans du MHP et des Loups gris.

## Massacre des sous-sols de Cizre
Les violences ont culminé le 7 février 2016. Ce jour-là, environ 150 personnes sont décédées dans des sous-sols de Cizre. Il s’agirait de civils et beaucoup auraient été brûlés vifs,. Selon les mêmes sources, des indices  indiquent qu’ils s'agit de meurtres délibérés qui « ne peuvent pas être expliqués simplement par des combats ». Certaines victimes seraient des enfants âgés de neuf à dix ans, et de nombreux cadavres entièrement calcinés n'ont pas pu être identifiés,. 
Selon l’IPPN et l’Association des droits de l’homme en Turquie (en), il y a eu au total 178 personnes non armées tuées par des militaires turcs, dont les corps ont été retrouvés dans trois sous-sols,. Des sources kurdes font état d'un bilan identique,.
La Turquie a qualifié ces accusations de « propagande terroriste sans fondement » faite dans le but de « recruter ».  
Selon l’Organisation des Nations unies, plus d’une centaine de personnes auraient péri brûlées dans des sous-sols à Cizre, et la Turquie a refusé à une équipe de l’ONU de mener des recherches dans la région,,.
Il n’y a pas eu d’enquête et aucune autorité judiciaire n’a été autorisée à pénétrer dans les sous-sols. Aussi, après avoir retiré les restes des corps, les autorités turques ont décidé de raser les ruines et de remplir les sous-sols de gravats ; l’organisation Human Rights Watch craint qu’il s’agisse d’une tentative de dissimulation de preuves,.

## Couverture dans les médias
- : la Turquie fait régulièrement l’objet de vives critiques en raison de la censure, et des organisations internationales comme Reporters sans frontières ou Amnesty International dénoncent la répression opérée en Turquie à l’encontre des journalistes.

En particulier, ceux qui critiquent la Turquie à propos du conflit kurde sont généralement accusés de « propagande pour une organisation terroriste », et ils risquent des poursuites judiciaires pouvant aller jusqu’à des peines d’emprisonnement. La population ne dispose donc pas d’information objective sur ce qui se passe dans les provinces kurdes. Par exemple, le quotidien Zaman avait publié des articles sur le massacre des sous-sols de Cizre, mais il n’est plus possible de se les procurer : les journalistes ont tous été remplacés le 6 mars 2016, juste après la levée du couvre-feu total, afin que le journal adopte une ligne éditoriale favorable au président Recep Tayyip Erdoğan.
- : Le site d’information Telepolis (en) a publié plusieurs articles sur le sujet, avec différents liens apportant des informations complémentaires. La Deutsche Welle a également fait plusieurs fois état des évènements.
- : le journal The Guardian a publié des articles sur le couvre-feu à partir d’avril 2016. La BBC a également diffusé fin mai un reportage sur le massacre des sous-sols de Cizre[25],[26].

## Réactions
- : en février 2019, la Cour européenne des droits de l'homme a déclaré à l’unanimité que deux plaintes reçues concernant le massacre des sous-sols de Cizre étaient « irrecevables » car l’article 35-1 de cette cour stipule qu’elle ne peut être saisie qu’après épuisement des voies internes, or la Cour constitutionnelle de Turquie n'avait pas été saisie[28]. Cette décision a été critiquée car les plaignants et la Cour européenne des droits de l’homme ont des avis divergents sur l’efficacité de la Cour constitutionnelle turque[29],[30].
- : le 10 mai 2016, les Haut-Commissaire des Nations unies aux droits de l’homme a exprimé son inquiétude face à la violence exercée envers les civils par les forces armées turques dans le sud-est de la Turquie, et en particulier à Cizre. Il s’est aussi dit préoccupé par le refus du gouvernement turc d’autoriser une équipe de l’ONU à enquêter[24],[31],[21],[22].

### Liens
- Opérations militaires sur Cizre en 2015 (en)
- Conflit de Şırnak 2015-2016 (en)
- Massacre de Roboski
- Massacre de Başbağlar (en)
- Bombardement du nord de l’Irak le 26 juillet 1994 (en)